# Auxilium Pallacanestro Torino 1983-1984
La Auxilium nel 1983-1984, sponsorizzata Berloni, ha giocato in Serie A1 piazzandosi al terzo posto nella stagione regolare. Nei play off scudetto affronta nei quarti di finali Varese battendola nella serie vincendo in casa per 87-78 e in trasferta per 87-73. In semifinale affronta la Virtus Bologna perdendo sia l'andata a Bologna che il ritorno (rispettivamente per 81-73 e 87-81) con una squadra falcidiata dagli infortuni.
La squadra, affidata per il primo anno a "Dido" Guerrieri è costruita su tre italiani che hanno appena vinto l'europeo del 1983 a Nantes, Caglieris, Sacchetti e Vecchiato e su due americani, l'esperto Scott May e il giovane rookie Steve Bouchie che disputa solo due partite con i gialloblu prima di subire un grave infortunio, al suo posto viene ingaggiata l'ala grande James Ray. Completano le rotazioni gli esterni Carlo Della Valle e Piero Mandelli ed giovane e promettentissimo lungo Riccardo Morandotti.
In Coppa Italia dopo aver sconfitto Bergamo e Vigevano nella fase a gironi viene eliminata agli ottavi di finale da Cantù.

## Roster
|    | Naz.                   | Ruolo | Sportivo            | Anno | Alt. | Peso | Note |
| -- | ---------------------- | ----- | ------------------- | ---- | ---- | ---- | ---- |
| 4  | Italia (bandiera)      | P     | Carlo Caglieris     | 1951 | 177  | 80   |      |
| 6  | Italia (bandiera)      | G     | Piero Mandelli      | 1958 |      |      |      |
| 9  | Italia (bandiera)      | P     | Carlo Della Valle   | 1962 | 197  |      |      |
| 11 | Italia (bandiera)      | C     | Renzo Vecchiato     | 1955 | 207  | 115  |      |
| 12 | Stati Uniti (bandiera) | AP    | Scott May           | 1954 | 201  | 98   |      |
| 13 | Italia (bandiera)      | AG    | Riccardo Morandotti | 1965 | 200  | 110  |      |
| 14 | Italia (bandiera)      | A     | Romeo Sacchetti     | 1953 | 199  | 112  |      |
| 15 | Stati Uniti (bandiera) | AG    | James Ray           | 1957 | 203  | 98   |      |
| 15 | Stati Uniti (bandiera) | AG    | Steve Bouchie       | 1960 | 203  | 100  |      |
|    | Italia (bandiera)      |       | Stefano Barberis    | 1964 |      |      |      |
|    | Italia (bandiera)      |       | Angelo Calcagno     | 1964 |      |      |      |
|    | Italia (bandiera)      | C     | Antonio Guzzone     | 1965 | 203  |      |      |
|    | Italia (bandiera)      | AP    | Flavio Paglieri     | 1965 | 198  |      |      |

### Staff tecnico
Capo allenatore: Giuseppe Guerrieri
Assistente: Federico Danna
Assistente: Giorgio Bongiovanni
Massaggiatore: Giovanni Roberto
Medico: Roberto Carlin

## Risultati
- Serie A1:
- stagione regolare: 3ª classificata;
- play off: eliminata in semifinale
- Coppa Italia: ottavi di finale